# Любовта на русокосата
„Любовта на русокосата“ (на чешки: Lásky jedné plavovlásky) е чехословашки трагикомичен филм от 1965 година на режисьора Милош Форман.

## Сюжет
Сценарият е на Форман в съавторство с Ярослав Папушек, Иван Пасер и Вацлав Сасек и разказва за момиче от провинцията, което пристига неканено в Прага при музикант, с когото се е запознало случайно в родния си град.

## В ролите
| Изпълнител      | Роля             |
| --------------- | ---------------- |
| Хана Брейхова   | Андула           |
| Владимир Пухолт | Милда            |
| Владимир Меншик | Вачовски         |
| Иван Кил        | Манас            |
| Иржи Хруби      | Бурда            |
| Милада Ежкова   | Майката на Милда |
| Йозеф Себанек   | Бащата на Милда  |

## Награди и номинации
„Любовта на русокосата“ е номиниран за наградите „Оскар“ и „Златен глобус“ за най-добър чуждоезичен филм, както и за „Златен лъв“.